# Щербачиха
Щербачи́ха (рос. Щербачиха) — присілок у складі Байкаловського району Свердловської області. Входить до складу Краснополянського сільського поселення.
Населення — 27 осіб (2010, 40 у 2002).
Національний склад населення станом на 2002 рік: росіяни — 100 %.